# 에이벨 2199

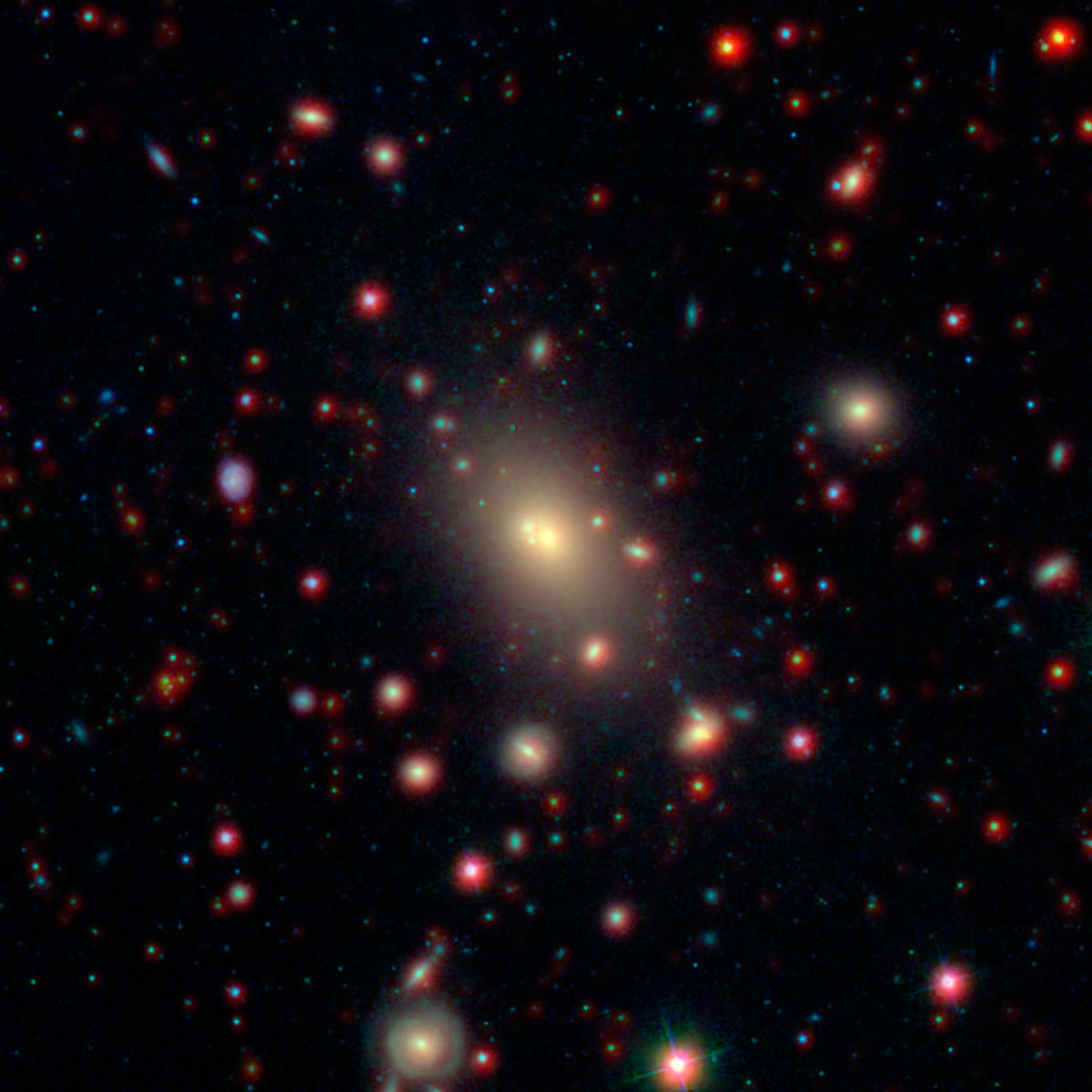

에이벨 2199(Abell 2199)는 cD 은하 인 가장 밝은 은하 NGC 6166을 중심으로 하는 은하단이다. 에이벨 2199는 NGC 6166으로 인한 Bautz-Morgan type I 은하단의 일부이다.

## 같이 보기
- 에이벨 은하단 목록
- 가까운 은하 목록
- NGC 6000 ~ 6999 목록
- 엑스선천문학

좌표:  16h 28m 38.5s, +39° 33′ 06″